# Villodrigo

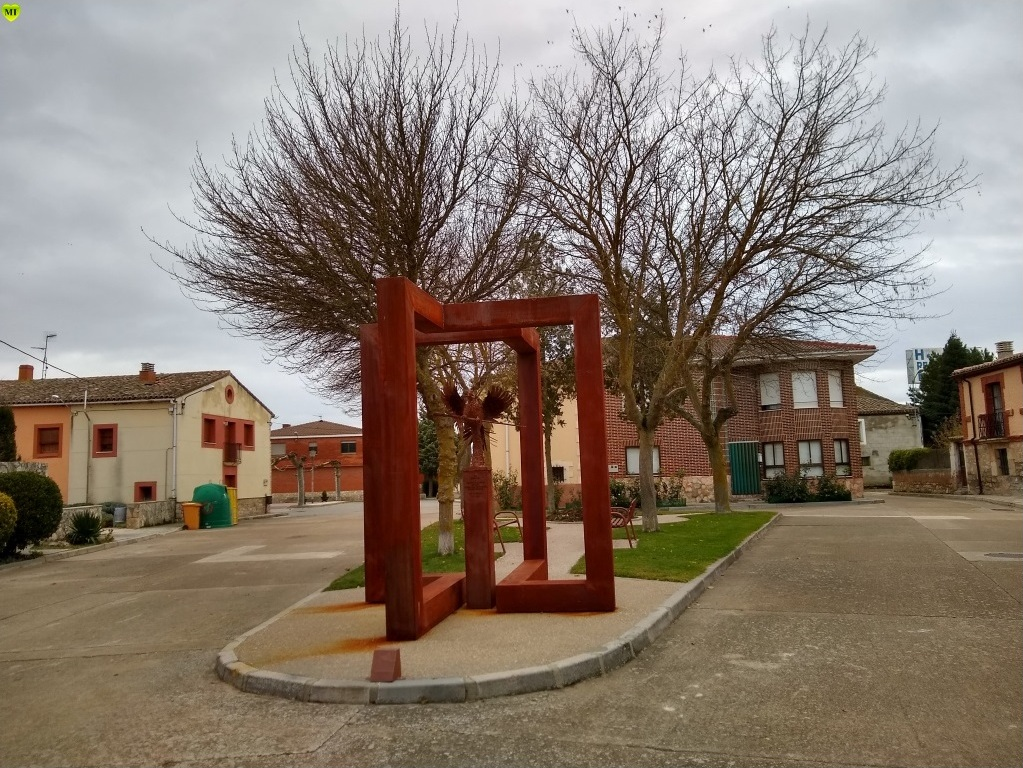
En memoria a Javier Ballobar. Gracias a una vida dedicada a este pueblo. Villodrigo 1987 - 2021

Villodrigo es un municipio y localidad española de la provincia de Palencia, en la comunidad autónoma de Castilla y León, que constituye un enclave situado dentro de la provincia de Burgos. Cuenta con una población de 100 habitantes (INE 2024). Perteneció históricamente al partido judicial de Astudillo, y tras la supresión de este quedó adscrito al de Palencia. Está situado junto a la autovía Burgos-Portugal en su kilómetro 45. Todos los pueblos con los que linda son burgaleses: Vizmalo, Revilla Vallejera, Villaverde-Mogina y Valles de Palenzuela.
Su economía se basa en la agricultura de regadío y la ganadería ovina. También dispone de una casa rural y, gracias al paso de la autovía, tiene varios hoteles de carretera y talleres mecánicos. También tuvo una estación en funcionamiento con el nombre del mismo pueblo. Celebra sus fiestas patronales en agosto.

## Geografía
Integrado en la comarca de El Cerrato de la provincia de Palencia, se sitúa a 45 kilómetros de la capital provincial. El término municipal está atravesado por la Autovía de Castilla A-62 entre los pK 41 y 44. 
El relieve del municipio es predominantemente llano por la cercanía del río Arlanzón que cruza el territorio. La altitud del municipio oscila entre los 810 metros, en las zonas más alejadas del río, y los 760 metros en la ribera del Arlanzón. El pueblo se alza a 767 metros sobre el nivel del mar. 
| Noroeste: Revilla Vallejera (Burgos) | Norte: Revilla Vallejera (Burgos)  | Noreste: Villaverde-Mogina (Burgos)    |
| Oeste: Revilla Vallejera (Burgos)    |                                    | Este: Villaverde-Mogina (Burgos)       |
| Suroeste: Revilla Vallejera (Burgos) | Sur: Valles de Palenzuela (Burgos) | Sureste: Valles de Palenzuela (Burgos) |

## Historia
Ya estuvo habitado en la época tardorromana, de la que quedan las ruinas de un puente sobre el río Arlanzón. Se conoce la existencia de una villa en el Camino de los Serranos, y otra, más extensa, en el paraje de la Ermita, en cuya necrópolis aparecieron notables vasos cerámicos.
En el siglo X este municipio se conocía como villa de Rodrigo, pues pertenecía a un noble llamado así. De esta denominación deriva su actual nombre.
Villa que formaba parte, en su categoría de pueblos solos, del Partido de Castrojeriz, uno de los catorce que formaban la Intendencia de Burgos. Durante el periodo comprendido entre 1785 y 1833, en el Censo de Floridablanca de 1787, era jurisdicción de realengo con alcalde ordinario.
Durante la guerra de Independencia, las tropas francesas ya andaban en plena retirada de España cuando se produjo la batalla de Villodrigo (23 de octubre de 1812). En esta batalla, sucedida a unos 4 km del pueblo, un cuerpo de lanceros franceses se tuvo que enfrentar a dragones ingleses, venciendo los franceses en el cuerpo a cuerpo. Acabaron con la vida de 250 hombres e hicieron 85 prisioneros.

### SigloXIX
Así se describe a Villodrigo en la página 314 del tomo XVI del Diccionario geográfico-estadístico-histórico de España y sus posesiones de Ultramar, obra impulsada por Pascual Madoz a mediados del siglo XIX:

VILLODRIGO

Villa con ayuntamiento en la provincia de Palencia (7 1/2 leguas), partido judicial de Astudillo (3), audiencia territorial y capitanía general de Valladolid (14) y arzobispado de Burgos.
Situada a la parte E de la provincia, en una hermosa vega y a corta distancia del río Arlanzón; su clima es templado y los vientos los de E; se padecen calenturas estacionales.
Consta de 40 casas de pobre construcción; cárcel; casa de ayuntamiento; una escuela de primeras letras concurrida por 24 niños, y dotada con 100 ducados; para surtido de los vecinos hay 3 fuentes en su jurisdicción; la iglesia parroquial (San Esteban) está servida por un cura y un sacristán; en la vega se halla la ermita de Nuestra Señora de la Antigua.
El término confina por N con los Balbaces; E Valles; S Villaverde, y O Revilla.
Su terreno es de mediana calidad; le riega el citado río.
Los caminos son locales, y la carretera de Burgos a Valladolid en estado regular.
La correspondencia se recibe de Palenzuela tres veces a la semana.
Producciones: trigo, cebada, centeno, legumbres y buen vino; se cría ganado lanar; caza de liebres, perdices y conejos, y pesca de truchas, barbos y anguilas.
Industria: la agrícola y un molino harinero.
Comercio: la exportación del sobrante de sus productos y la importación de algunos artículos de consumo ordinario.
Población: 27 vecinos, 140 almas.

Capital productivo: 182.532 reales. Imponible: 10.843. El presupuesto municipal asciende a 1.000 reales, y se cubre por reparto vecinal.

## Geografía humana

### Demografía
Cuenta con una población de 100 habitantes (INE 2024).
| Gráfica de evolución demográfica de Villodrigo entre 1842 y 2021                                                      |
| |
| Población de derecho según los censos de población del INE. Población de hecho según los censos de población del INE. |

## Personas destacadas
- Nicolás López García (Villodrigo, 25 de febrero de 1818 – Manila (Islas Filipinas), 3 de febrero de 1889): Misionero agustino (OSA) y escritor ascético.[4]